# Двадцять одна вимога
Двадцять одна вимога (яп. 対華21ヶ条要求, Taika Nijūikkajō Yōkyū; спрощ.: 二十一条; кит. трад.: 二十一條; піньїнь: Èrshíyī tiáo) — набір вимог, що їх висунув прем'єр-міністр Японської імперії Окума Сіґенобу урядові Китайської Республіки на чолі з Юань Шикаєм 18 січня 1915 року. Прийняття тих вимог перетворило б Китай на залежну від Японії державу.

## Передумови
За підсумками Японсько-китайської війни 1894—1895 років, відповідно до Сімоносекського договору, Китай назавжди передавав Японії острів Тайвань, острови Пенху та Ляодунський півострів, однак після демаршу Франції, Німеччини та Росії Японія була змушена відмовитись від Ляодунського півострова, обмежившись Тайванем та островами Пенху. 1898 року Китай передав Ляодунський півострів в оренду Росії на 25 років; однак після поразки Росії в війні 1904—1905 років, відповідно до Портсмутського мирного договору, російські права на Ляодунський півострів і Південно-Маньчжурську залізницю перешли до Японії.
Після початку Першої світової війни Китай заявив про свій нейтралітет і звернувся до сторін конфлікту з проханням не переносити бойові дії на територію Китаю; однак таке звернення було проігноровано — під час облоги Циндао японські війська для штурму німецької військово-морської бази висадились на нейтральній китайській території. Японія мала намір після війни закріпити колишні німецькі володіння в Азії за собою, а за сприятливих обставин — отримати щось іще, й, коли до кінця 1914 року стало зрозуміло, що війна в Європі набула затяжного характеру, Японія усвідомила, що на Далекому Сході вона має цілковиту свободу дій.

## Первинний набір вимог
Первинний список вимог Японії до Китаю склали Окума Сіґенобу й міністр закордонних справ Като Такаакі; список перевірили ґенро й Імператор Тайсьо, його було схвалено парламентом. 18 січня 1915 року список був вручений Юань Шикаю.
«Вимоги» поділялись на п'ять груп. Перша з них включала визнання Китаєм усіх угод, що могли бути укладені між Німеччиною та Японією щодо Шаньдуну. Передбачались також передача Японії прав на будівництво залізниць у тій провінції та відкриття для Японії головних міст і портів.
Друга група вимог стосувалась Південної Маньчжурії та східної частини Внутрішньої Монголії. Японія вимагала передачі в оренду Люйшуня (Порт-Артур, Рьодзюн), Даляня (Дальній, Дайрен), Південно-Маньчжурської, Аньдун-Мукденської та Цзілінь-Чанчуньської залізниць на 99 років, надання японцям права придбання й оренди земель, свободи проживання та пересування, а також права на ведення видобутку корисних копалин і заняття торгівлею та промисловістю.
Третя група вимог передбачала переформування на змішане японсько-китайське підприємство Ханьєпінського промислового комбінату, що об'єднував копальні та металургійні заводи в Ханьяні, Дає й Пінсяні.
Четверта група забороняла Китаю відчужувати та здавати в оренду гавані, бухти й острови вздовж китайського узбережжя.
Зрештою, п'ята група вимог передбачала запрошення японців радниками з політичних, фінансових і військових питань при центральному уряді Китаю, визнання права земельної власності в Китаї для японських храмів, лікарень і шкіл, створення японсько-китайських військових заводів за науково-технічної допомоги Японії, надання Японії прав на будівництво залізниць на китайській території, консультації з Японією з питань будівництва залізниць, копалень і портів у провінції Фуцзянь, надання японцям права релігійної пропаганди в Китаї.
Остерігаючись негативної реакції, що її могла спричинити п'ята група вимог, японці спочатку намагались тримати їх зміст у таємниці, втім китайський уряд передав його європейським державам, сподіваючись, що ті, відчувши загрозу з боку Японії своїм сферам впливу, допоможуть стримати Японію.

## Японський ультиматум
Коли Китай 26 квітня відхилив японські вимоги, ґенро вилучили зі списку п'яту групу вимог. Скорочений набір у вигляді «Тринадцяти вимог» був переданий 7 травня у формі ультиматуму, з вимогою відповіді у дводенний термін. Юань Шикай, перебуваючи в складній внутрішньополітичній ситуації, не міг ризикнути війною з Японією та вирішив обрати стратегію «умиротворення Японії», якої дотримувались і ті, хто очолював країну в подальшому. Договір було підписано 25 травня.

## Підсумки
Підписання скороченої версії вимог стало для Японії радше негативним, аніж позитивним результатом. Без п'ятої групи вимог вона отримала лише ненабагато більше того, що вже мала в Китаї, а відносини з великими державами при цьому погіршились. Відчувши загрозу «політиці відкритих дверей у Китаї», держсекретар США Вільям Дженнінгс Браян передав 13 березня 1915 року «ноту Брайана», в якій, визнаючи «особливі інтереси» Японії в Маньчжурії, Монголії та Шаньдуні, висловлював занепокоєння утисками суверенітету Китаю. Британська дипломатія також висловила невдоволення грубими діями Японії щодо Китаю.
В Китаї день прийняття урядом Юань Шикая японського ультиматуму був названий «Днем національної ганьби». Китай вступив до Першої світової війни на боці Антанти, розраховуючи, що після війни великі держави ухвалять рішення про ліквідацію територіальних завоювань Японії. Коли стало відомо, що на конференції у Версалі всі вимоги китайської делегації були відкинуті, в Китаї розгорнулась потужна всенародна боротьба, що ввійшла в історію як «Рух 4 травня».